# Desisella strandiella
Desisella strandiella – gatunek chrząszcza z rodziny kózkowatych i podrodziny zgrzypikowych. Jedyny przedstawiciel rodzaju Desisella.

## Zasięg występowania
Gatunek ten występuje na Sumatrze.